# Renato Capacci
Renato Capacci (Rimini, 20 marzo 1955) è un politico italiano.

## Biografia
Di professione psicologo psicoterapeuta, è stato segretario della federazione del PSI di Rimini nel 1980 e membro del comitato centrale, consigliere comunale nel 1985 e 2006. Viene eletto deputato socialista nel collegio di Bologna-Ravenna nel 1987 per la X legislatura a 32 anni; non viene poi rieletto alle elezioni politiche del 1992. 
Successivamente è vicedirettore del Centro di Psicoterapia e Scienze Umane di Rimini e direttore del Centro di Psicoterapia di Cesena e della sede Riminese dell’Istituto di Psicoterapia Relazionale.